# Maison Tirkkonen
La  maison Tirkkonen  (finnois : Tirkkosen talo) est un bâtiment construit dans le quartier de Tammerkoski à Tampere en Finlande,.

## Histoire
Le bâtiment est construit en 1901 selon un projet des architectes Lars Sonck et Birger Federley.
Le bâtiment a été commandé par la famille Tirkkonen, qui y a créé sa propre entreprise textile.

## Description
L'édifice occupant un terrain d'angle dans le quartier de Tammerkoski au centre-ville de Tampere présente un style Art nouveau.